# Manota oligochaeta
Manota oligochaeta är en tvåvingeart som beskrevs av Heikki Hippa 2006. Manota oligochaeta ingår i släktet Manota och familjen svampmyggor. Inga underarter finns listade i Catalogue of Life.